# Etelka Keserű
Etelka Keserű (Gyomaendrőd, 26 de agosto de 1925 - 1º de abril de 2018) foi uma economista e política húngara, foi Ministra da Indústria Leve entre 1971 e 1980.
Ela começou sua carreira política e econômica em 1950. Foi membro do Partido Socialista dos Trabalhadores da Hungria (MSZMP). Atuou como vice-ministra do Comércio Nacional de 12 de janeiro de 1967 a 12 de maio de 1971, e foi a última Ministra da Indústria Leve entre 12 de maio de 1971 e 31 de dezembro de 1980, quando a pasta foi incorporada ao Ministério da Indústria.
Keserű foi membro do Conselho Nacional das Mulheres Húngaras (MNOT) de 1971 a 1990. Ela também foi eleita para o Comitê Central do Partido dos Trabalhadores Socialistas Húngaros (MSZMP KB) em 1975, mantendo o cargo até 1985. Trabalhou ainda como co-presidente da Câmara de Comércio Húngara (MKK) entre 1981 e 1986. Em 1990 se aposentou. Faleceu em 1º de abril de 2018, aos 92 anos.